# Frontière entre la Roumanie et l'Ukraine

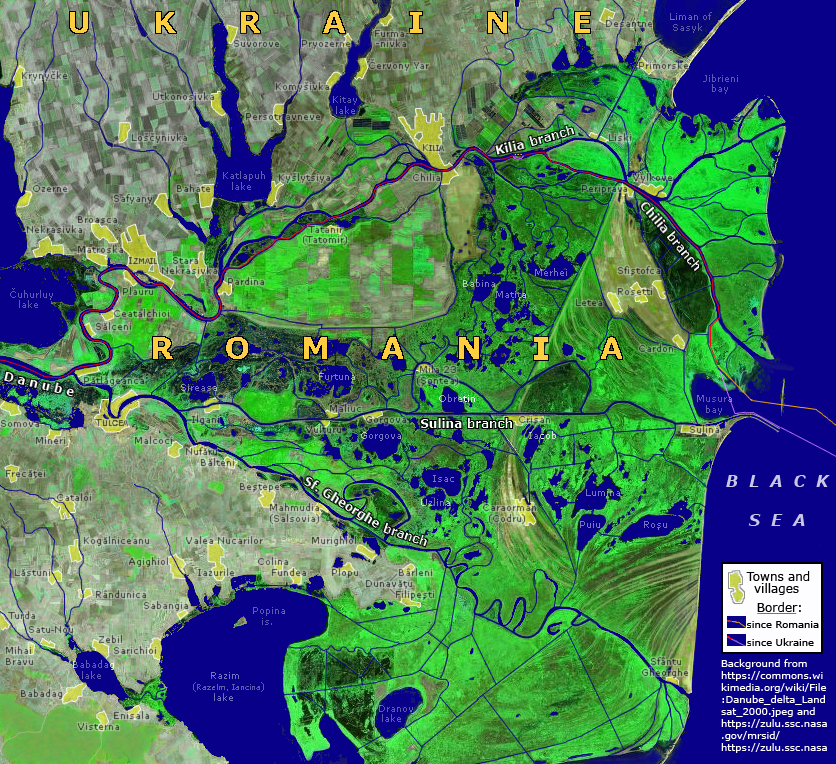
Vu de satellite, le bras frontelier de Chilia, le plus septentrional du Delta du Danube.

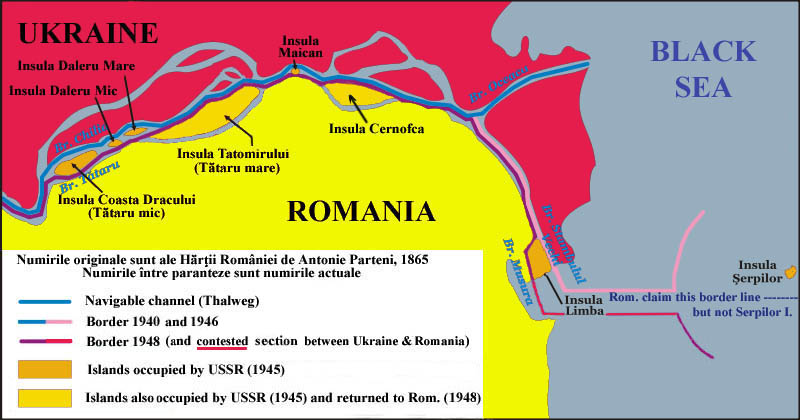
Les îles et la frontière (violet) en litige entre la Roumanie et l'Ukraine.

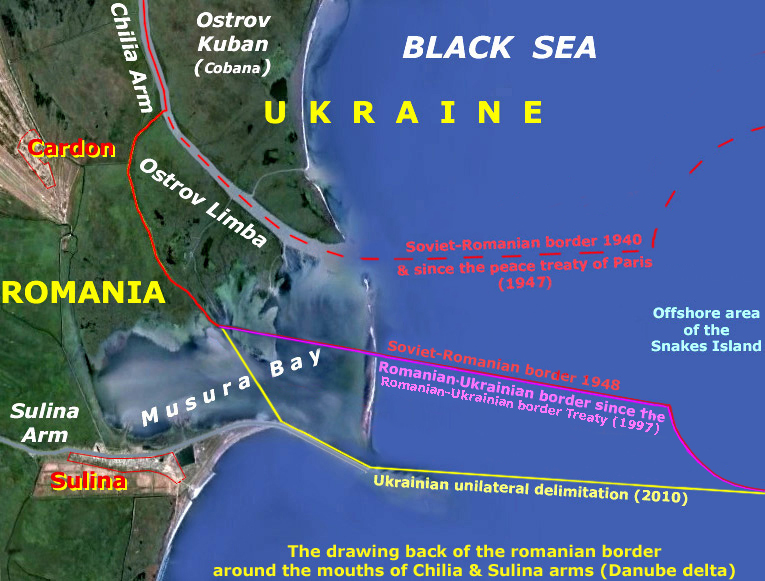
Les embouchures des bras de Chilia (au nord) et de Sulina (au sud) en 2011, avec le litige frontalier.

La frontière terrestre entre la Roumanie et l'Ukraine est une frontière internationale longue de 531 kilomètres qui délimite les territoires de la Roumanie et de l'Ukraine. Elle constitue l'une des limites orientales de l'Union européenne depuis l'élargissement survenu en 2007.

## Caractéristiques
Il s'agissait auparavant d'une des frontières entre la Roumanie et l'Empire russe puis l'Union des républiques socialistes soviétiques. En 1938, il n'avait qu'un seul point de passage entre les deux États. Il s'agit d’un pont pour voie ferrée, à Tighina traversant le Dniestr. 
La frontière ukraino-roumaine créée en 1991 est discontinue : elle est formée de deux segments séparés par la Moldavie.
Longue de 362 kilomètres, la première partie a pour extrémité un tripoint où convergent les frontières hongro-roumaine et hongro-ukrainienne. De là, elle aboutit aux Carpates orientales: ce segment a été tracé en 1918 par la commission internationale dans laquelle le géographe français Emmanuel de Martonne a joué un rôle essentiel. La ligne de séparation des eaux des Carpates franchie, la frontière suit un tracé ouest-est plus ou moins rectiligne, fixé en juin 1940 par une commission soviéto-roumaine constituée à la suite du pacte germano-soviétique de 1939, jusqu'à un tripoint qu'elle forme avec la frontière tracée par cette même commission entre la Roumanie et la Moldavie soviétique et la frontière entre la Moldavie et l'Ukraine tracée en août 1940 par les Soviétiques.
La deuxième partie est longue de 169 kilomètres. Elle débute au niveau d'un autre tripoint formé par la Moldavie, la Roumanie et l'Ukraine, sur la rive gauche du Danube, 570 m en aval de la confluence du Prut, et s'achève sur les rives de la Mer Noire, à 7 km à l'ouest de l'embouchure du bras de Chilia aux bouches du Danube. La plus grande partie de ce tracé, orienté ouest-est comme le Danube et le bras de Chilia, est également due à la commission soviéto-roumaine de juin 1940.

## Litige
Toutefois, certaines sections ont été en litige entre 1991 et le 3 février 2009 : ce sont neuf îles restées roumaines au Traité de Paix de Paris de 1947 confirmant la frontière de 1940, occupés par l'URSS en 1948, puis partagées par un protocole spécial (qui n'a jamais été ratifié par les deux pays) entre la Roumanie (qui récupère les îles Tataru Mare, Babina et Cernofca) et l'URSS (qui continue à occuper les six autres, "héritées" en 1991 par l'Ukraine).
À partir de janvier 1991, la Roumanie revendique le retour de ces six îles, dont cinq se trouvent sur le bras frontalier de Chilia, la sixième étant l'Île des Serpents, un territoire de 0,17 km2 à 44 kilomètres au large du delta en Mer Noire, avec ses eaux territoriales. Les cinq îles du bras de Chilia sont : Dalerul mare, Dalerul mic, Coasta Dracului (en aval de Pardina), Maican (près de Chilia) et Limba (au sud du delta de Chilia). Ce litige concernait aussi le statut du port de Sulina (qui deviendra frontalier de l'Ukraine si celle-ci parvient à faire valoir ses points de vue) et 12 200 km2 d'eaux territoriales riches en gaz et pétrole.  

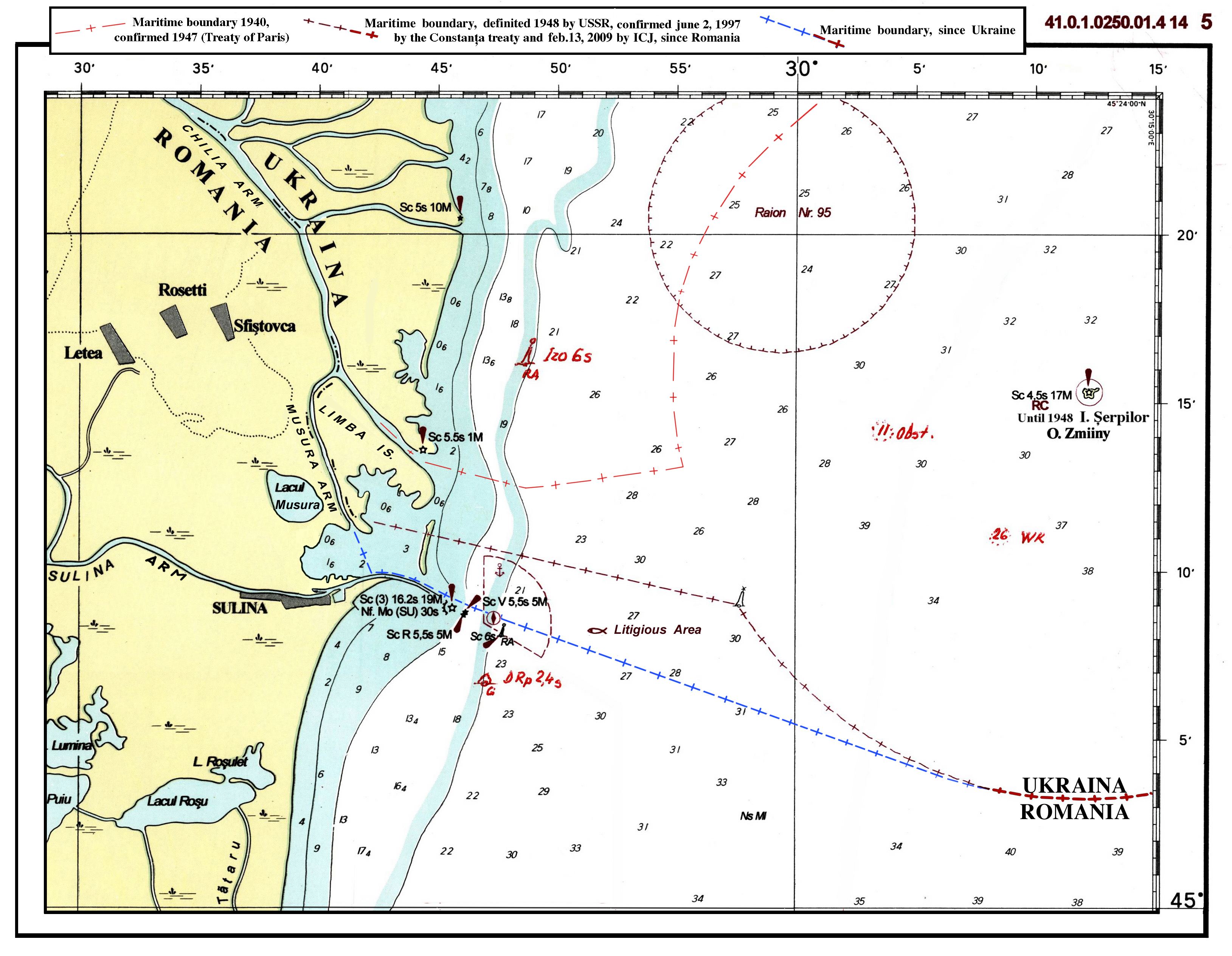
La frontière maritime en litige entre la Roumanie et l'Ukraine devant le golfe de Musura

En 1997, l'OTAN a fortement incité la Roumanie, si elle désirait rejoindre l'organisation, à régler son différend frontalier avec l'Ukraine, héritière dans la région, de l'URSS. Compte tenu de la disproportion des forces, le traité frontalier roumano-ukrainien de Constanza, signé le 2 juin 1997, n'a fait qu'entériner de jure la situation de facto, à l'exception toutefois des eaux territoriales de l'Île des Serpents, de l'embouchure du bras de Sulina et de l'îlot Maican près de Chilia.
En 2004, l'Ukraine a inauguré des travaux sur le canal de Bystroe dans sa partie du Delta, pour créer une voie navigable entre la mer Noire et la lagune de Conduc (Sasyskyi lyman). Ce projet a été vivement critiqué par des nombreuses organisations écologistes internationales en raison de ses impacts environnementaux. L'Union européenne a encouragé l'Ukraine à abandonner ce projet, car dommageable pour les écosystèmes locaux et environnant le delta. Mais ce canal a été achevé le 14 mai 2007, alourdissant le contentieux roumano-ukrainien devant la Cour internationale de justice.
Le 3 février 2009, celle-ci a rendu un arrêt concernant les 12 200 km2 d'eaux territoriales en litige, attribuant 9 700 km2 à la Roumanie (avec une profondeur moyenne de 90 m) et 2 500 km2 à l'Ukraine (avec une profondeur moyenne de 40 m) : la frontière maritime est donc désormais délimitée.
Restent en litige en 2012 l'îlot Maican sur le bras de Chilia, et surtout le golfe de Musura à l'embouchure du bras de Sulina, où la sédimentation fait progresser le delta secondaire du bras de Chilia en direction de Sulina, ce qui a amené l'Ukraine à poser, en 2006, des balises-frontière le long de la digue nord du chenal de Sulina, juridiquement territoire roumain, alors que la Roumanie se réfère au Traité de paix de Paris de 1947 et au traité frontalier bilatéral de Constanza de 1997 pour que la frontière soit à équidistance des débouchés actuels des bras de Chilia et de Sulina.